# أعجوبة قيطس
أُعْجُوبَة قَيْطُس أو ببساطة الأعجوبة (بالإنجليزية: Mira أو Omicron Ceti)، هو عملاق أحمر يبعد عن الأرض بين 200 - 400 سنة ضوئية في كوكبة قيطس. أي أنه ينتمي إلى مجرتنا مجرة درب التبانة (يبلغ قرص مجرة درب التبانة نحو 100,000 سنة ضوئية). وهو نجم ثنائي يتكون من العملاق الأحمر ميرا أ وقرينه ميرا ب. ويعتبر ميرا أ نجم متغير حيث يغير شدة ضيائه وكان أول النجوم المتغيرة النابضة الحديثة التي تم تحديدها وليس من نوع مستعر أعظم، باستثناء نجم رأس الغول. وبجانب النجم الغريب إيتا القاعدة فأن العملاق الأحمر ميرا يتغير دورياً وهو من أشد نجوم السماء سطوعاً حيث يختفي خلال بعض أوقات دورته ولا يمكن رؤيته بالعين المجردة.
يترنح اللمعان البصري لميرا بين القدرين الثاني والعاشر في دورة طولها 331 يوماً، والنجم من النوع الطيفي Mbe ونوع القوة الإشعاعية ııı.
والمسافة بين ميرا وبيننا ليست بالمؤكدة فقد حددها القمر الصناعي هيباركوس بنحو 220 سنة ضوئية، بينما تعين بعض بيانات هيباركوس المسافة بنحو 418 سنة ضوئية مع حيز لعدم الدقة مقداره 14%.

## تاريخ اكتشافه

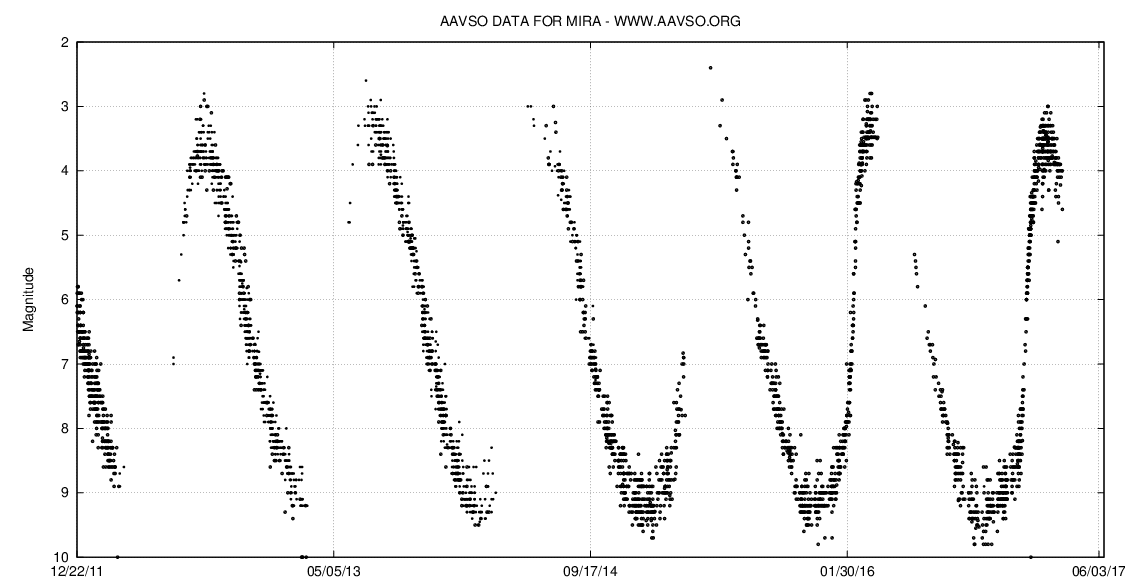
منحنى الضوء المرئي لميرا ، الذي تم إنشاؤه باستخدام أداة إنشاء منحنى الضوء AAVSO

كان تغير ميرا معروفا في التاريخ القديم في الصين وفي بابل واليونان 
وقام الفلكي دافيد فابريكيوس ابتداء من 3 أغسطس 1596 حيث كان يقوم برصد عطارد وأراد أن يبحث عن نجم مرجعي لتحديد فلك عطارد وعثر على نجم لم يراه من قبل وكان من ذو قدر ظاهري 3.ومع حلول يوم 21 أغسطس وجد أن هذا النجم اشتد سطوعا بمقدار قدر ظاهري 1 ثم اختفي النجم في أكتوبر. واعتقد فابريكيوس ان ذلك كان مستعرا ولكنه عاد وشاهد النجم ميرا ثانية في 16 فبراير 1609.
|  |  |

قام يوهان هولواردا بتعيين عودة ظهور ميرا بنحو 11 شهر ويعود إلى يوهان اعتبار ميرا نجما متغيرا. كما قام أسمائيل بويود Ismail Bouillaud بتفدير دورته بنحو 333 يوم وهذا أزيد من قياساتنا في العصر الحديث بيوم واحد. ويقدر عمر ميرا بنحو 6 مليارات سنة وهو عملاق أحمر.

## النظام

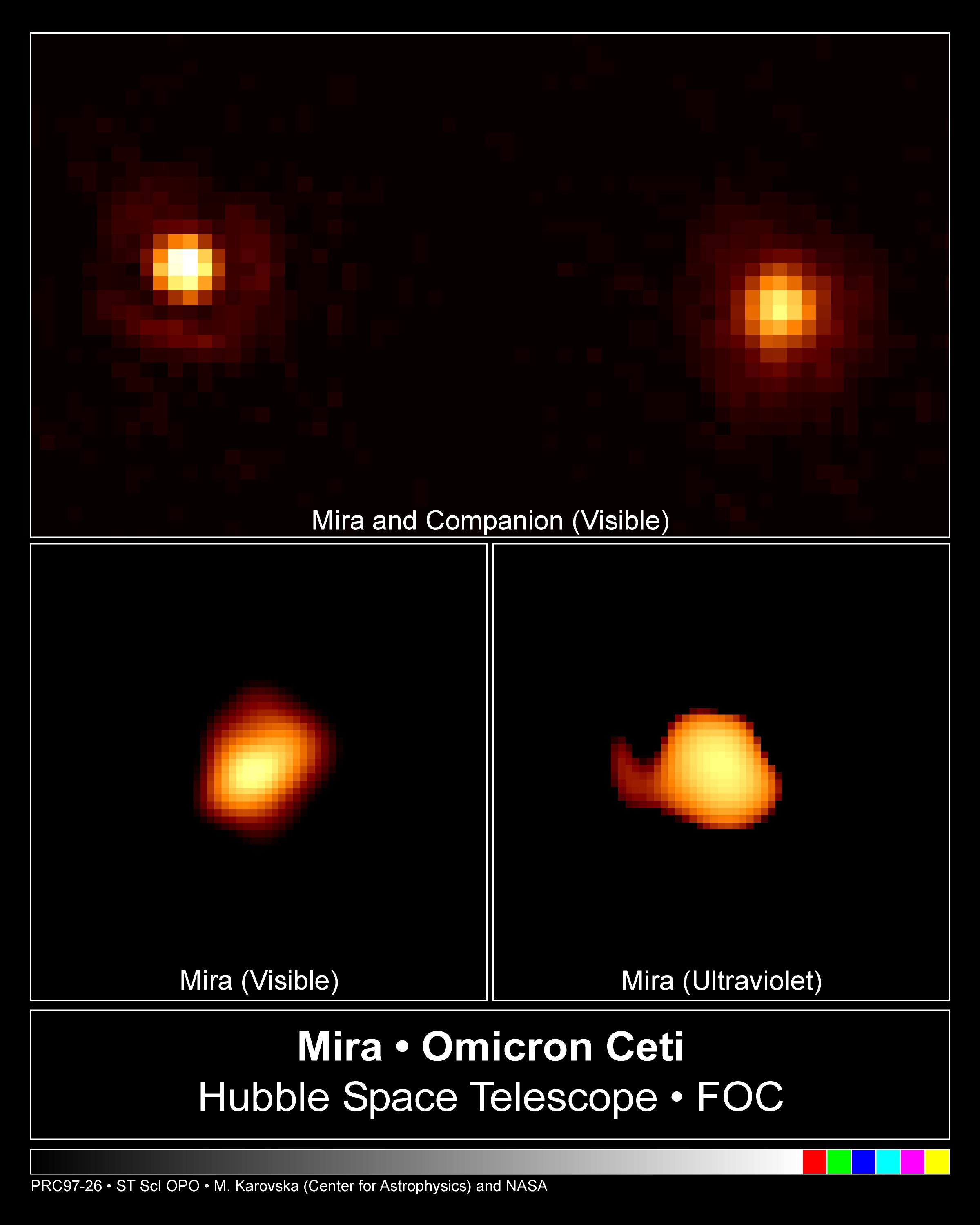
ميرا أ عملاق أحمر وميرا ب قزم أبيض، في الضوء المرئي والأشعة فوق البنفسجية.

ميرا هو نجم ثنائي يتكون من عملاق أحمر (Mira A) الذي يفقد جزء من مادته وذو درجة حرارة سطحية عالية وهو مقترن بقزم أبيض (Mira B) الذي يجتذب مادة من ميرا أ. وقد قام مرصد شاندرا الفضائي للأشعة السينية برصد هذا النظام واستطاع رؤية انتقال مادة من ميرا أ إلى ميرا ب في شكل قنطرة. ويبلغ المسافة بين النجمين نحو 70 وحدة فلكية.

### ميرا أ
دخلت ميرا أ كعملاق أحمر مرحلة نبض حراري، تستغرق كل نبضة نحو قرن من الزمن ثم تهدأ لمدة طويلة قد تصل إلى 10.000 سنة. قلما 
وفي كل نبضة تشتد النبضة ويتزايد سطوع النجم مما يسبب عدم استقراره حركيا (ديناميكيا)، ويظهر ذلك في هيئة تزايدات للضياء كبيرة وتغيرات في الحجم عبر مدد زمنية غير منتظمة.
وقد شوهدت تغيرات في شكل ميرا أ تصل أحيانا إلى هياكل ليست متناظرة، ويبدو أن هذا يرجع إلى بقع شديدة التألق على سطحه وتظهر كل 3 إلى 14 شهر. وقد بينت صور التقطها تلسكوب هابل الفضائي لميرا أ في نطاق الأشعة فوق البنفسجية وجود لوافظ من ميرا أ تتجه إلى ميرا ب.

### التغيير
يعرف النجم ميرا أ بأنه نجم متغير شهير له صفاته الخاصة به ولذلك اسماه العلماء بالتصنيف متغير ميرا وتوجد بين 6000 إلى 7000 من النجوم بهذا التصنيف.)
وجميع تلك النجوم من نوع عملاق أحمر يتذبذب سطحها بطريقة تزايد وانخفاض للضياء خلال فترة زمنية بين 80 إلى 1000 يوم.
ويتغير سطوع ميرا أ إلى حد قدر ظاهري 5و3 في المتوسط مما يجعله من أشد نجوم كوكبة الملتهب صضياء. كما تتغير أيضا الدورات المنفردة وقد تصل إلى قمة في قدرها الظاهري 0و2 ثم تنخفض إلى نحو 9و4، وهو حيز للتغير في الضياء يبلغ نحو 15 ضعف، كما تشير بعض الشواهد التاريخية أن التغير تغيرات حدثت أكبر من ذلك ربما ثلاثة مرات. أما مرحل النهايات الصغرى للضياء فهي تختلف بين 6و8 إلى 1و10، أي يتغير شدة التألق في حدود أربعة أضعاف. ويقدر الفرق بين الحد الأقصى للضياء إلى الحد الأدنى - وهي حالتين لا تنتسبان لدورة واحدة - نحو 1.700 ضعف.
وبرغم أن ميرا أ تصدر معظم أشعتها في نطاق الأشعة تحت الحمراء إلا أن تغيراتها في هذا النطاق لا قدريين ظاهريين. ويبدى منحنى الضوء لهذا النجم ازديادا خلال 100 يوم، ثم يعود إلى أصله خلال ضعف تلك المدة.

#### فقدان المادة
يبين رصد ميرا أ بواسطة مسبار تطور المجرة المسمى Galex التابع ل ناسا في نطاق الأشعة فوق البنفسجية بأنه يفقد سيلا من مادته من سطحه الخارجي مكونا ذنبا طوله نحو 13 سنة ضوئية كونه خلال عشرات الآلاف من السنين.
ويعتقد أن موجات قوسية من بلازما وغاز ساخن منضغطة تتسبب في هذا الذنب، مع اعتبار أن الموجة القوسية ناشئة عن التصادم بين ريح النجم الطليقة من ميرا أ مع الغاز الكوني الموجود بين النجوم في الفضاء الذي يخترقه ميرا أ بسرعة عالية تقرب من 130 كيلومتر في الثانية.
ويتكون الذنب من مادة مسحوبة من الموجة الانضغاطية والتي ترى أيضا في نطاق الأشعة فوق البنفسجية. وقد يتشكل الذنب في هيئة سحابة حلقية محيطة وهذا يعتمد على نوع المفاعلة بينه وبين الغاز الكوني.

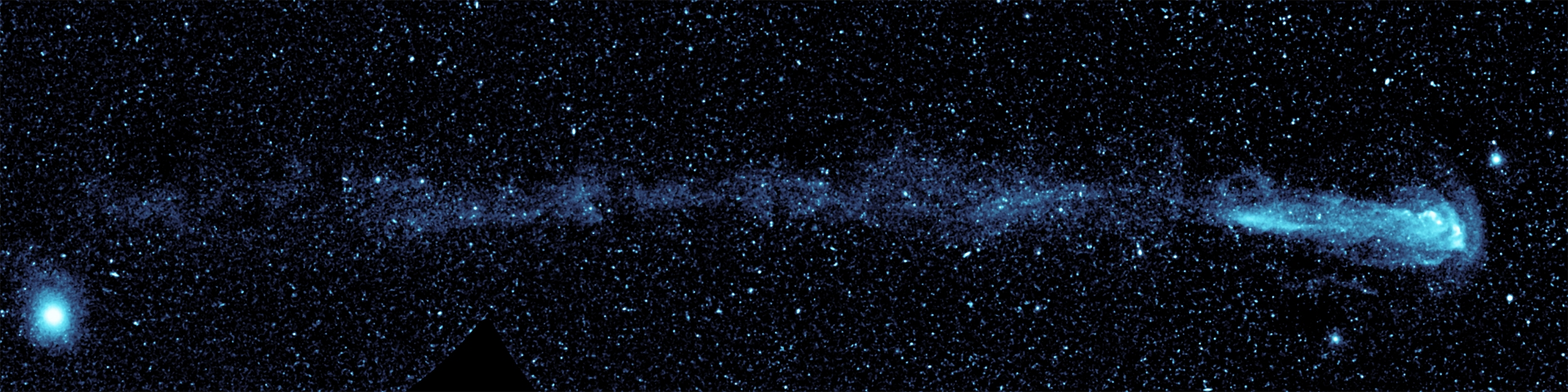
عدة صور للـشعة فوق البنفسجية متراصة التقطها مسبار تطور المجرة (ناسا) تبين ذنب الموجة القوسية الخارجة من ميرا أ إلى ميرا ب.

### ميرا ب
اكتشف وجود قرين ميرا أ بواسطة تلسكوب هابل الفضائي في عام 1995 عندما كان القرين على بعد نحو 70 وحدة فلكية من ميرا أ ـ ونشرت تلك النتائج عام 1997. وتبين كلا مشاهدات تلسكوب هابل وصور الأشعة السينية التي التقطها مرصد شاندرا الفضائي للأشعة السينية غازا في شكل لولبي خارجا من ميرا أ إلى ميرا ب. وتبلغ دورة ميرا ب حول ميرا أ نحو 400 سنة.
كما تبين مشاهدات عام 2007 قرصا كوبيا ابتدائيا حول ميرا ب. ومادة ذلك القرص هي من مادة الريح النجمي من ميرا أ وربما تكوّن كواكبا. وتدل المشاهدات أيضا على أن ميرا ب نجم من النسق الأساسي تبلغ كتلته نحو 7و0 كتلة شمسية وينتمي طيفه إلى فئة طيفية K، وبدى أنه ليس من فئة قزم أبيض كما كان يعتقد العلماء سابقا.
ولكن الدراسات التي أجريت عام 2008 بينت أن ميرا ب إنما هو فعلا قزم أبيض.